# Cal Gat (Bàscara)
Cal Gat és una casa del municipi de Bàscara (Alt Empordà) inclosa en l'Inventari del Patrimoni Arquitectònic de Catalunya.

## Descripció
Situat dins del nucli antic de la població de Bàscara, a l'extrem nord del terme, a la plaça de l'Església.
Edifici cantoner de planta rectangular, format per tres cossos adossats. La casa, situada al centre de la construcció, presenta la coberta d'un vessant de teula i està distribuïda en planta baixa i dos pisos. A la planta baixa hi ha un portal d'arc de mig punt adovellat i al costat una altra porta rectangular, amb voladís superior. La resta d'obertures de l'edifici són rectangulars. Les de la planta baixa i el primer pis estan emmarcades amb carreus de pedra desbastats i els ampits motllurats. Les de la segona planta estan bastides amb maons. La façana està rematada amb un ràfec de rajola decorada. El cos adossat a llevant presenta una sola planta, amb terrassa al nivell del primer pis amb accés des de la casa. El de ponent està reformat, amb un portal adovellat d'arc rebaixat i finestres rectangulars. Presenta un porxo a un sol vessant adossat davant la façana principal. La façana posterior està orientada al carrer Safonselles i presenta la mateixa tipologia d'obertures que la construcció principal.
La construcció està bastida amb còdols de pedra i fragments de maons, lligat amb morter.

## Història
Els Cella eren una família de notaris titulars de Bàscara documentats al segle xiv. Se sap que l'antiga casa Cella va donar nom al carrer d'en Cella, documentat el 1596. Posteriorment, la família Cella van emparentar amb els Safont i van donar lloc al nom actual del carrer Safonselles.
Hi ha constància que l'any 1782, l'edifici s'estava construint des d'en feia dos, per albergar les dependències de la notaria, tot i que això no es va arribar a produir mai.
L'any 1984, l'edifici es trobava en un estat lamentable (sense forjats intermedis a causa d'un incendi) i era usat com a paller i corral de la casa veïna. Després fou restaurat.